# BRH viabus
Die BRH viabus GmbH war ein deutsches Tochterunternehmen der britischen Metropolitan European Transport (MET) mit Sitz in Speyer und weiteren Standorten in Bad Vilbel, Herxheim, Ludwigshafen, Langen, Offenbach und Zellhausen. Das Unternehmen ging aus der 1934 gegründeten Arthur Merl GmbH & Co. KG hervor, welches 2007 von der britischen FirstGroup übernommen wurde. Es betrieb Omnibusverkehr in der Metropolregion Rhein-Neckar sowie im Raum Frankfurt am Main. Ende September 2019 meldete das Unternehmen Insolvenz an.

## Geschichte
Der Privatomnibusbetrieb Arthur Merl GmbH & Co. KG wurde am 1. Mai 2007 von der britischen FirstGroup mit dem Ziel, „Erfahrungen in Deutschland zu sammeln“ übernommen. Das Stammunternehmen wurde als Folge der Übernahme in FirstGroup Rhein-Neckar GmbH umbenannt. Mit übernommen wurden auch die Tochtergesellschaften Merls, die Fröhlich Reisen GmbH in Lorsch, die schwerpunktmäßig im US-Schulbusverkehr aktiv ist und nach der Insolvenz des Ludwigshafener Omnibusbetriebs H. Fröhlich KG von Merl gegründet wurde, sowie die Clarissa Schultz KG aus Herxheim bei Landau/Pfalz, die hauptsächlich Kleinbusse im Schwerbehindertenverkehr betreibt und die im Zuge des First-Kaufs in den Stammbetrieb integriert wurde. Arthur Merl blieb Geschäftsführer bis zum 30. April 2009, zog sich aber anschließend aus der Firma komplett zurück. Nachfolger wurde Marcus Schmidt, der seit 2007 mitgearbeitet hatte und die Firma im Juni 2014 verließ.
FirstGroup Rhein-Neckar war außerdem zu 25 % an der 2000 gegründeten Nahverkehrs-Service GmbH (NVS) in Bensheim beteiligt, einem Zusammenschluss mehrerer regionaler Busunternehmen in Südhessen und angrenzenden Regionen, an der auch die HEAG mobilo GmbH aus Darmstadt, die RNV-Tochter Omnibusbetriebe Beth GmbH in Lampertheim und die Abellio-Tochter Werner GmbH & Co. KG in Bensheim beteiligt waren.
Alle Beteiligungen gingen nun an HEAG mobilo GmbH, da die meisten beteiligten Unternehmen zwischenzeitlich ihre ÖPNV Aktivitäten verkauft oder eingestellt haben.
Im Oktober 2011 wurde das Unternehmen von der First Group an Marwyn European Transport verkauft und in BRH Viabus GmbH umfirmiert.
Im Mai 2019 hat der Mutterkonzern MET Insolvenz beim Amtsgericht Essen angemeldet.
Am 19. September 2019 hat Viabus Insolvenz beim Amtsgericht Essen angemeldet.

## Eigene Linienverkehre
Der Stadtbus in Speyer, welcher seit 1997 zunächst eigenständig von Merl betrieben wurde, wird seit dem 1. Juli 2006 gemeinsam mit dem Busverkehr Rhein-Neckar durchgeführt.
Im hessischen Langen betrieb die FirstGroup nach einer gewonnenen Ausschreibung ab 30. März 2008 ein weiteres Stadtbussystem, welches sich auch auf das benachbarte Egelsbach erstreckte.
Weitere acht Linien im Raum zwischen Hanau, Dietzenbach und dem Frankfurter Flughafen kamen am 1. Februar 2009 hinzu, nachdem die FirstGroup eine Schnellausschreibung des Rhein-Main-Verkehrsverbundes für sich entscheiden konnte. Diese war nötig geworden, nachdem der bisherige Betreiber der Linien, die Firma Wehnert ETI, Konkurs anmelden musste.
Am 31. Mai 2010 übernahm die FirstGroup den Betrieb der fünf Stadtbuslinien („Vilbus“) in Bad Vilbel, der bis 29. Mai 2010 von Alpina Veolia Verkehr Rhein-Main GmbH gefahren wurde. Zuvor hatte das Unternehmen nach einer europaweiten Ausschreibung das Linienbündel für sich entscheiden können. Zum Betriebsstart übernahm FirstGroup auch die vier Midibusse sowie einen Gelenkbus für den Schülerverkehr in der Hauptverkehrszeit. Neue Midibusse wurden ab Dezember 2010 eingesetzt. Auch eine Neuausschreibung zum Fahrplanwechsel 2017 entschied viabus für sich. Seitdem werden auf zwei Linien Standardlinienbusse eingesetzt, auf drei weiteren Linien Kleinbusse sowie im Schülerverkehr ein neuerer Gelenkbus.
Viabus hat im Jahre 2020 Bad Vilbel verloren. Die Sprinterbusse wurden verkauft. In Bad Vilbel fährt jetzt Walter-Müller-Reisen
Zum Dezember 2012 übernahm das Unternehmen nach europaweiter Ausschreibung ein aus zehn Linien bestehendes Linienbündel im Landkreis Germersheim, welches vorher von der RVS Regionalbusverkehr Südwest GmbH betrieben wurde, hinzu kommt ab Dezember 2015, zunächst befristet auf ein Jahr, von der insolvent gegangenen Firma Werner die vom Frankfurter Flughafen über Mörfelden-Walldorf nach Darmstadt führende Linie 751.
Ab Dezember 2013 übernahm BRH viabus nach Ausschreibungen stückweise weitere lokale und regionale Buslinien, welche primär im Landkreis Offenbach und über die Kreisgrenzen hinaus verkehren.
Seit April 2015 ist die BRH viabus als Generalunternehmer für den Werksverkehr der BASF SE zuständig.
Seit 2017 fährt Viabus die Schüler der Neumayer-Schule in Frankenthal mit Kleinbussen
Seit Dezember 2017 übernimmt das Unternehmen auch mehrere Umläufe der Buslinie X83 als Subunternehmer im Auftrag der DB Regio Bus Mitte GmbH, welche den Zuschlag für den Betrieb dieser Expressbuslinie erhalten hatte. Die BRH viabus beschaffte für den Einsatz auf dieser Linie mehrere Busse in den Farben der DB Regio Bus Mitte.
Im Linienbündel Hanau Nord-Süd sind seit Juni 2018 24 Fahrzeuge und sechs Busanhänger von BRH viabus auf den nach Hanau ausgerichteten Buslinien aus Richtung Altenstadt, Nidderau, Bruchköbel und Großkrotzenburg unterwegs.
Viabus führt Aufträge unter anderem im Werksverkehr für die BASF Ludwigshafen, bei öffentlichen Personennah- und Schülerverkehren für den Verkehrsverbund Rhein-Neckar VRN (Kreis Germersheim), in Südhessen für den Rhein-Main-Verkehrsverbund RMV, für Offenbach und Hanau, in Frankenthal und Mannheim.

## Kritik
Schon kurz nach der Übernahme des Linienbündels im Landkreis Germersheim Ende 2012 kam es zu massiven qualitativen Mängeln. So wurden Fahrer ohne ausreichende Sprach- und Streckenkenntnisse eingesetzt. Zudem kam es wiederholt zu Busausfällen und Verspätungen, so dass sich die Landräte der Landkreise Germersheim und Südliche Weinstraße einschalteten und öffentlich eine Lösung der aufgetretenen Probleme forderten. Teilweise fanden Fahrer im Schülerverkehr die Schule nicht und unternahmen gefährliche Wendemanöver mitten auf einer Bundesstraße.
Im Main-Kinzig-Kreis ließen zwei örtliche Unternehmer ab Januar 2018 eine Vergabe zweier Linienbündel an BRH viabus vor der Vergabekammer des Regierungspräsidiums Darmstadt überprüfen. Sie warfen BRH viabus ein vor, ein Dumping-Angebot vorgelegt zu haben und bewusst Verluste in Kauf zu nehmen. Das Unternehmen konnte zwar den Betrieb ab 24. Juni 2018 im Wege einer Notvergabe aufnehmen, zog sein Gebot aber sechs Monate später zurück, nachdem die Kreisverkehrsgesellschaft Main-Kinzig aufgrund mehrfacher Verstöße gegen Qualitätskriterien hohe Vertragsstrafen gegen BRH viabus verhängt hat. Unter anderem fielen mehrfach Fahrten aus, einmal warf ein Busfahrer 18 Schulkinder aus dem Bus und überließ sie ohne Erziehungsberechtigte ihrem Schicksal. Die Vergabe zum 3. Februar 2019 erfolgte daraufhin unter anderem an die zwei Unternehmer als Zweitbietender bzw. Subunternehmer eines Zweitbietenden.
Nach einer Beschwerde eines örtlichen Busunternehmens wurde Viabus nachträglich aus einem Vergabeverfahren für 31 Buslinien im niedersächsischen Landkreis Diepholz ausgeschlossen.
Nachdem BRH viabus eine Ausschreibung von Buslinien im Raum Schöllkrippen in Unterfranken gewonnen hatte, gab es auch dort zahlreiche Beschwerden über die Busfahrer. Schlussendlich führte dies zu einer vorzeitigen Beendigung der Durchführung der Fahrten durch BRH viabus sowie einer Neuvergabe durch das Landratsamt.